# Sandro Zeller

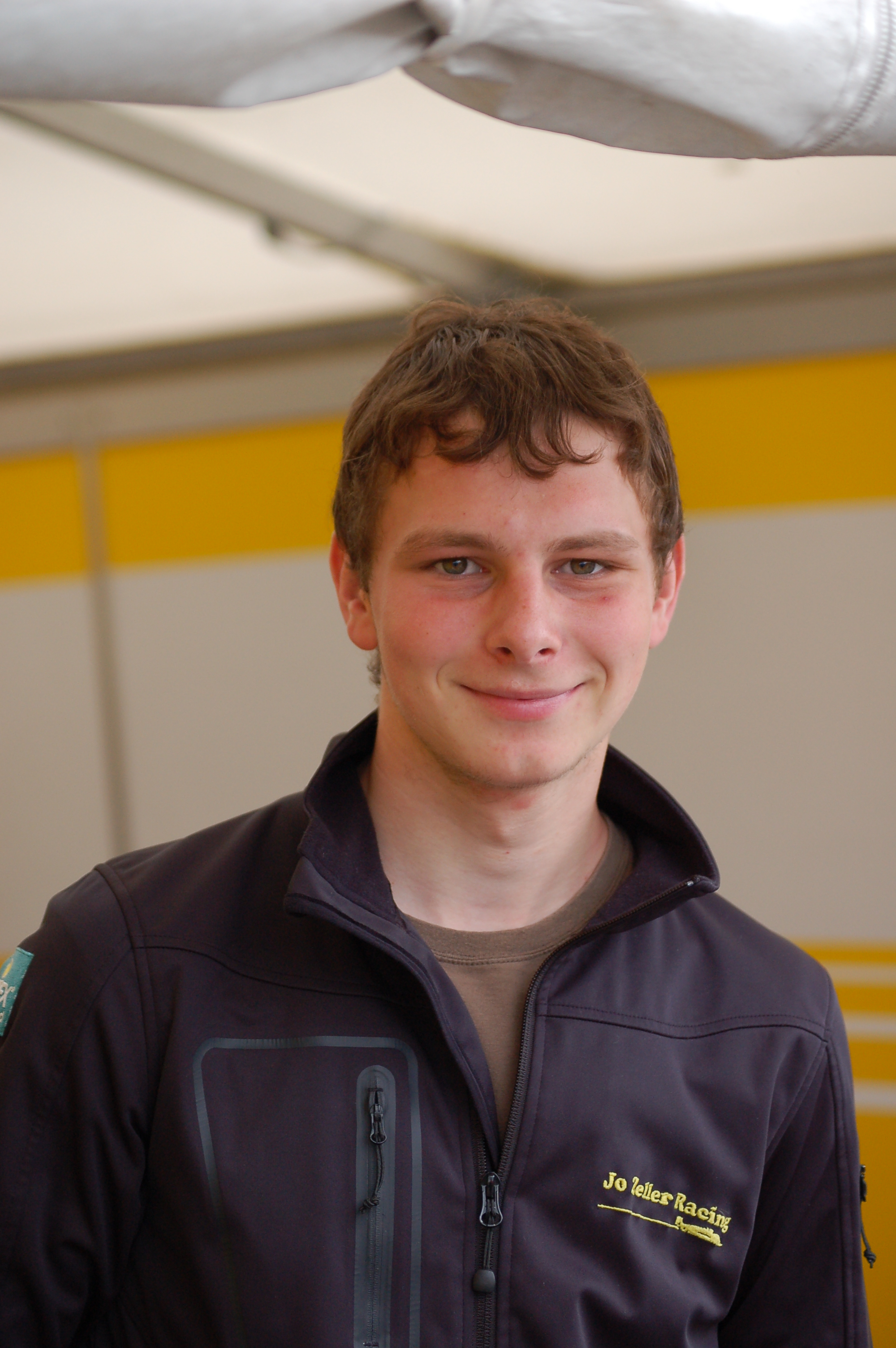
Sandro Zeller

Sandro Zeller (Uster, 16 november 1991) is een Zwitsers autocoureur. Hij is de zoon van twaalfvoudig Zwitsers Formule 3-kampioen Jo Zeller, oprichter van het team Jo Zeller Racing.

## Carrière

### Karting
Zeller maakte in 2006 zijn debuut in het karting. In zijn eerste seizoen van de Zwitserse Rotax Max Challenge Junior werd hij twaalfde, in zijn tweede seizoen eindigde hij hier als derde.

### Formule Lista Junior
Zeller stapte in 2008 over naar het formuleracing in de Formule Lista Junior voor Jo Zeller Racing, het team van zijn vader. Hij behaalde één pole position en eindigde als veertiende in het kampioenschap met 17 punten.
In 2009 bleef Zeller in dit kampioenschap rijden, waarmee hij zichzelf verbeterde naar de vijfde plaats met één overwinning op Dijon-Prenois.

### Formule 3

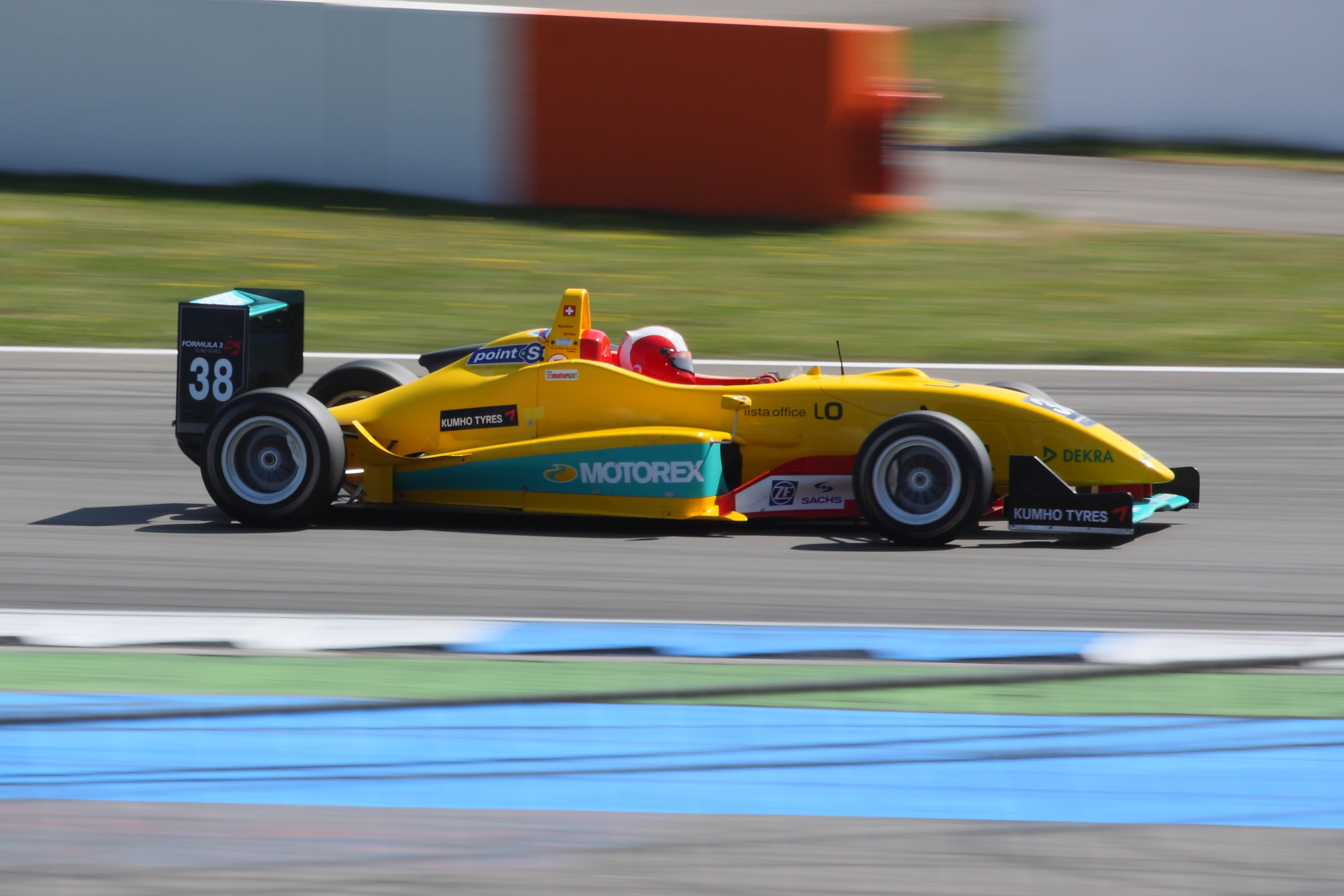
Zeller op de Hockenheimring in de Formule 3 Euroseries in 2010.

Na twee gastraces op Oschersleben in het Duitse Formule 3-kampioenschap in 2009 bleef Zeller actief in dit kampioenschap in 2010. Hij eindigde hier als zeventiende in het kampioenschap. Hiernaast reed hij ook in het Oostenrijkse Formule 3-kampioenschap, waar hij derde werd met drie overwinningen. Ook was hij een gastrijder aan de raceweekenden op de Hockenheimring in de Formule 3 Euroseries.
In 2011 won Zeller de Oostenrijkse Formule 3 met negen overwinningen. Ook nam hij deel aan enkele races van de Duitse Formule 3 en de Formule 3 Euroseries. Een jaar later, in 2012, nam Zeller opnieuw deel aan de Oostenrijkse Formule 3, die hij als tweede afsloot achter André Rudersdorf. Hij nam ook het volledige seizoen deel van de Formule 3 Euroseries, die hij als twaalfde afsloot.
In 2013 stapt Zeller over naar het nieuwe Europees Formule 3-kampioenschap voor Jo Zeller Racing.